# Kongoanski franak
Kongoanski franak, ISO 4217: CDF, je valuta Demokratske Republike Kongo. Dijeli se na 100 centima. U nacionalnom prometu označava se simbolom F.
Za vrijeme belgijske kolonijalne vladavine, valuta denominirana u centime i franke izdavana je za upotrebu u Kongu. Ta je valuta bila jednakovrijedna belgijskom franku. Od 1916., Kongoanski franak koristio se i u Ruandi i Burundiju. 
Nakon stjecanja nezavisnosti Konga 1967. godine, Kongo izdaje vlastitu valutu - Zair, koji je vrijedio 1000 franaka. Od 1997. valuta Konga nosi ponovo ime franak. Središnja banka Konga izdaje novčanice od: 1, 5, 10, 20, 50 centima i 1, 5, 10, 20, 50, 100, 200 i 500 franaka.

## Vanjske poveznice
- Središnja banka DR Konga  Arhivirana inačica izvorne stranice od 16. siječnja 2011. (Wayback Machine)